# جورج لانجفان
جورج لانجفان (بالفرنسية: Georges Langevin)‏ هو مبارز بالسيف فرنسي، ولد في 1 أكتوبر 1888، وتوفي في 22 أغسطس 1967.

## وصلات خارجية
- جورج لانجفان على موقع أوليمبيديا (الإنجليزية)